# Anfried Krämer
Anfried Krämer (* 2. September 1920 in Beuthen O.S.) ist ein deutscher Schauspieler und Hörspielsprecher.

## Leben
Krämer nahm Schauspielunterricht bei Friedrich Ulmer in München und gab 1947 an der Neuen Bühne München als „Pater McAhern“ in Gibson Laverys Die erste Legion sein Bühnendebüt. Es folgten Engagements am Staatstheater Dresden bis 1950, am Theater Osnabrück bis 1951, an den Städtischen Bühnen Wuppertal bis 1953, an den Städtischen Bühnen Kiel bis 1955 sowie am Staatstheater Kassel ab 1955. Krämer spielte zunächst im Fach des jugendlichen Liebhabers, wechselte aber bald ins Charakterfach.
Er spielte den „Oswald“ in Henrik Ibsens Gespenstern, den Narren in Shakespeares Was ihr wollt, den „Marius“ in Marcel Pagnols goldenem Anker, den „Puck“ in Shakespeares Sommernachtstraum, den „Seidenschnur“ in Carl Sternheims Kassette, den „Wurm“ in Schillers Kabale und Liebe sowie den „Pastor Hale“ in Arthur Millers Hexenjagd.
Seit den 1960er Jahren übernahm Krämer auch vermehrt Rollen in Film- und Fernsehproduktionen. Er spielte den Dr. Gachet in Thomas Fantls Van Gogh-Biographie mit Herbert Fleischmann in der Titelrolle, den Publizisten Maximilian Harden in Fritz Umgelters Affäre Eulenburg, in Volker Vogelers Drama Jaider, der einsame Jäger, in der Verfilmung von Manès Sperbers Romantrilogie Wie eine Träne im Ozean sowie im von Publikum und Kritik kontrovers rezipierten ZDF-Mehrteilern Tod eines Schülers von Claus Peter Witt und Robert Stromberger. Daneben übernahm er Gastrollen in Fernsehserien und -reihen wie Tatort und Ein Fall für zwei.
1977 gab es in dem Dokumentarfilm Beruf: Schauspieler von Hans S. Lampe neben Rudolf Fernau, Nikolaus Tschopp und Ursula Ludwig einen Lebenslauf von ihm.
Überdies arbeitete er als Sprecher für den Rundfunk, unter anderem für den Sender Dresden und den NWDR, aber auch für kommerzielle Hörspiele wie die Reihe Geisterjäger John Sinclair vom Tonstudio Braun.
Krämer ist mit der Schauspielerin Kinga von Felbinger verheiratet. Der einzige Sohn seines Bruders, Robert Krämer (1918–1951), war der Künstler Christoph Krämer (1948–2010).

## Filmografie (Auswahl)
- 1963: Der Fall Sacco und Vanzetti
- 1965: Der Spielverderber – Das kurze, verstörte Leben des Kaspar Hauser
- 1966: Der Neger
- 1967: Die Affäre Eulenburg
- 1967: Mr. Arcularis
- 1967: So war Herr Brummell
- 1969: Van Gogh
- 1969: Der Gerechte
- 1970: Wie ein Träne im Ozean
- 1970: Friede den Hütten! Krieg den Palästen!
- 1970: Die Marquise von B.
- 1971: Jaider – der einsame Jäger
- 1972: Ein Chirurg erinnert sich
- 1977: Beruf: Schauspieler (Dokumentarfilm)
- 1977: Tatort: Flieder für Jaczek
- 1978: Heinrich Heine
- 1977: Tatort: Zweierlei Knoten
- 1978: Skyline
- 1981: Tod eines Schülers
- 1981: Ein Fall für zwei: Die große Schwester

## Hörspiele (Auswahl)
- 1973: Günther Rücker: Portrait einer dicken Frau (Bildhauer) – Regie: Mathias Neumann (Original-Hörspiel – HR)